# Amblada atomaria
Amblada atomaria är en tvåvingeart som beskrevs av Walker 1860. Amblada atomaria ingår i släktet Amblada och familjen lövflugor. Inga underarter finns listade i Catalogue of Life.